# Llau de les Calcilles
El Barranc de les Calcilles és un barranc del terme de Castell de Mur, de l'antic terme de Mur, al Pallars Jussà.
Es forma a les Comelles, a prop i al nord-est de la col·legiata de Santa Maria de Mur, i davalla cap al nord-est. Travessa l'Obac de Mur i s'aboca en el barranc d'Arguinsola en uns 750 metres de recorregut.